# レイジー
レイジー（LAZY）は、日本のロックバンド。

## メンバー
メイン・ヴォーカリストは影山ヒロノブだが、他のメンバーも何らかの曲でリードヴォーカルを担当している。
- 影山ヒロノブ（ヴォーカル）

ニックネームはMichell（ミッシェル）。RVC在籍時は本名の景山浩宣名義で活動していた。
再結成後は曲によってはアコースティック・ギターも担当。
- 高崎晃（ギター）

ニックネームはSuzy（スージー）。
- 井上俊次（キーボード）

ニックネームはPocky（ポッキー）。
- 田中宏幸（ベース）

ニックネームはFunny（ファニー）。2006年9月1日、急性心不全のため死去。
- 樋口宗孝（ドラムス）

ニックネームはDavy（デイビー）。2008年11月30日、肝細胞癌のため死去。
田中、樋口とも死去しているが、以降作成された楽曲に生前に録音した各々の演奏の音源が使用されることがある。

## 活動

### 結成〜初のヒット
1973年、小学校からの同級生である景山・高崎・田中がバンドを結成（結成当初、景山はサイド・ギタリストでドラマー兼ヴォーカリストは後に44MAGNUMを結成する伊賀照幸）。それぞれ別の高校に進学後、景山が井上を、高崎が2年先輩（既に文化祭を始め、何度か競演を重ねる仲）の樋口を誘いバンドに加入。ディープ・パープルの楽曲の名前をとって、バンド名を「レイジー」とする。
初期は吉田拓郎や泉谷しげるのカバーを行っており、演奏技術の向上とともにハードロックのカバーを行うようになった。
1977年2月、朝日放送の『ハロー・ヤング』に出演、ディープ・パープルの「BURN」を演奏。これがかまやつひろしに認められ、デビューの誘いを受ける。
同年6月、デビューのため上京。
同年7月、RVC（現：ソニー・ミュージックレーベルズ）のRCAレーベルよりデビュー。本来はハードロック志向のバンドだったにもかかわらず、制作サイドの意向によりベイ・シティ・ローラーズのようなイメージを要求されることになり（景山によると「上京してすぐに美容室に連れて行かれ、髪を切られた」とのこと）、ニックネームとお揃いのコスチュームを与えられた。かまやつはポール・ロジャースにデビュー曲を書かせるという約束をしていたのだが実現せず、実際のデビュー曲『Hey! I Love You!』は森雪之丞（作詞）、馬飼野康二（作曲）のコンビによるものとなった。以降、音楽プロダクションとしてはトライアングル・プロダクションに所属するが、プロデューサーはその後角松敏生やオメガトライブ等を手掛ける元アウト・キャストの藤田浩一と元ザ・タイガースの森本太郎が務め、ディレクターは元パープル・シャドウズの岡村右が務めるなどグループ・サウンズ系の人物が深く関わっていた。この方針はメンバーを困惑させることになった。しかし、「売れれば好きなハードロックができる」との説得を受け、これに応じることになる。後に景山は「生き残るということを考えれば（アイドル路線は）妥当なものだったと今なら思えるが、当時はショックの方が大きかった」と、高崎は「ロックは弾けてもポップは弾けないと分かったので、将来のことを考えて音楽性を広げるために真面目に練習したが、ストレスは溜まった」と語っている。
1978年、3枚目のシングル『赤頭巾ちゃん御用心』がオリコン32位にランクインし、レイジーの名を一躍有名にする。しかし、自分たちが望まない路線でのヒットはメンバーの苦悩をさらに強くするものであった。

### 音楽性の追求
シングルではポップなアイドル路線を歩む彼等だったが、ステージではロックナンバーも演奏する等、自分達の原点であるロックへのこだわりを見せていた。特に高崎のギタープレイは同世代のギタリストからも注目され、1979年には遠藤賢司が会長となって「レイジー男だけのファンクラブ」が結成された。デビュー曲を作詞した森雪之丞も参加している。その後、シングルでもアルバムでもハードロック調の楽曲を発表していき、4thアルバム『Rock Diamond』では全10曲中8曲をメンバー自身が作曲している。
しかし、その一方で依然としてアイドル路線の曲の発表も続いており、彼等は「やりたい音楽」と「求められる音楽」のギャップを感じ続けていた。

### ヘヴィー・メタル宣言〜解散
この頃新たに事務所の紹介でプロデューサーとなった伊集院静からの提案を受けて、1980年7月から始まったツアー『DOMESTIC TOUR IN SUMMER』で「ヘヴィー・メタル宣言」が行われた。これは彼等が「本当にやりたい音楽」をやるための、宣戦布告とも呼べるものだった。ただしその代償として、事務所から樋口が解雇されかけるなどの問題も発生し、しまいには「レコーディングにスタッフが誰も来なくなった」ほどに事務所から見放された。その後、シングル『感じてナイト』を経て発売されたアルバム『宇宙船地球号』はハードロック調の曲で統一され、それまでのアイドルバンドとしての彼等のイメージを根底から覆した。
本来ハードロック志向だった彼等にとっての原点回帰となったのが『宇宙船地球号』であり、これが本当のスタートになるかと思われたが、より本格的なヘヴィメタルを追求したかった高崎と田中と樋口、ハードロックより過激なヘヴィメタルという新しい音楽性に付いて行けなくなった影山と井上とのメンバー間の音楽性の違いが浮き彫りになっていった。そのため、景山の20歳の誕生日である1981年2月18日に調布グリーンホールで行われたライブで解散宣言が行われ（その模様はライブ・アルバム『燃えつきた青春』に収録されている）、同年5月31日、正式に解散した。

### 解散後
高崎と樋口は、ヘヴィメタルバンド「LOUDNESS」を結成（初期は田中も参加していたが正式なデビューの前に脱退）、1981年11月に『THE BIRTHDAY EVE 〜誕生前夜〜』でデビュー。1985年には『THUNDER IN THE EAST』で世界進出を果たし、ビルボード総合チャートで74位を記録した。1993年に所属事務所の契約トラブルにより樋口が一度脱退し、自身のバンド「SLY」を結成。2000年からLOUDNESSに復帰。
井上はトライアングル・プロダクション所属の3人組コーラスグループ「トロワ」とのユニット「BIG BANG」に参加するも、デビュー準備段階だった角松敏生とのユニット結成をめぐる藤田との確執により事務所を離脱。LOUDNESS正式デビュー前にバンドを脱退した田中と合流し、ポップ路線のバンド「ネバーランド」を結成、1982年5月に『あした色のスニーカー』でデビュー。1990年に解散し一部メンバーをチェンジした「HUMAN NATURE」を経て、影山をボーカルに迎えた「AIRBLANCA」を結成した。AIRBLANCAの解散後、田中は音楽活動から離れ、井上は音楽プロデューサーに転身。レコード会社「スターランド」「シックスティ」「エアーズ」などのディレクターになる。井上が1993年に手掛けた『サイレントメビウス』のイメージアルバムには影山と高崎、また当時音楽活動から離れていた田中も参加している。
もっとも人気のあった景山は「影山ヒロノブ」の芸名で1981年10月に『今日を生きよう』でソロデビュー。しかし当時はロクに作詞作曲が出来ず、外部の作家による提供楽曲を中心としたリリース、ライブを続けていたが次第に人気が低迷。所属事務所側から解雇通告され、歌手活動としての年収が7万円にまで下落。建築現場のアルバイトをしながらライブを中心とした活動を続けていたが、1985年に「KAGE」名義で『電撃戦隊チェンジマン』の主題歌に抜擢されアニメソング歌手として第2のデビューを飾る。以後多くのアニメや特撮ヒーロー作品の主題歌・挿入歌を歌うことになり、「アニソン界のプリンス」「長老」などの異名を持つ実力派として知られる存在となる。また2000年からは実力派アニメソングシンガーを集め結成されたユニット「JAM Project」のリーダーを務めている。

### 再結成
1997年秋、当時放送中の『ウルトラマンダイナ』の主題歌担当だった井上が、後期エンディングテーマにレイジーを起用することを決断。井上の誘いにメンバーが了承し再結成が決定。翌年3月からの使用に向けて再集結し、1998年3月21日、復活第1弾シングル『ULTRA HIGH』がエアーズから発売される。しかし再集結当初は当時音楽活動から離れていた田中の復帰が遅れ、ベースは代役で高崎が担当したため田中はシングルには未参加となっている。また発売前の3月8日に渋谷タワーレコードで開催されたイベントには寺沢功一が代役で出演した。
その後、フジテレビ『HEY!HEY!HEY! MUSIC CHAMP』（4月13日放送分）への出演が決定し、この収録と同時に田中が復帰。完全復活を遂げた。7月には完全復活第1弾アルバム『Happy Time』を発売。8月にはライブツアー『HAPPY TIME TOUR '98〜黒頭巾のなすがまま〜』を開催し、東京公演を収録したライブアルバム、VHSを秋に発売。1999年には、『魔装機神サイバスター』のソングアルバムに「遥かなるマザーランド」「僕らの国でも」の新規レコーディング版を提供している。

### 新会社への移籍、その後
1999年11月28日の渋谷公会堂でのライブ『LAZY ROCK COMMUNICATION SHIBUYA. 〜キタ奴の勝ち〜』を最後に、井上が伊藤善之と共に立ち上げたレコード会社「ランティス」に移籍。2枚のシングルを経て、『宇宙船地球号』の続編と呼べるアルバム『宇宙船地球号II』を2002年に発売した。
再結成後はメンバー個々の活動との掛け持ちであるため、2003年以降は活動自体が途絶えがちになっていった。
2006年9月1日、田中が死去。
その後、デビュー30周年となる2007年にも活動は一切行われなかったが、デビューのきっかけの場所となった旧ABCホールが閉鎖する事になり同ホールの最終公演者にレイジーが選ばれ、2008年6月30日に『さよなら！ABCホール〜LAZY一夜限りの復活祭〜』が開催。数年振りにメンバーが集結した。既に故人となっていた田中と肝細胞癌が発覚し療養していた樋口を除く3人がステージに立ち、サポートミュージシャンとしてベースを日野賢二、ドラムをJanne Da Arcのshujiが担当。またレイジーをリスペクトする奥田民生、斉藤和義もゲスト出演した。
同年11月30日に樋口が死去。12月24日に行われた樋口の一般本葬「Last Memorial Birthday」での弔辞では、高崎より「樋口の精神を継承し、LOUDNESSとLAZYを精進していきたい」と、レイジーの活動継続が明言された。
2009年4月22日、奥田民生、斉藤和義、JAM Projectをサポートミュージシャンに迎えたスペシャルユニット「ULTIMATE LAZY for MAZINGER」として、初期シングル『感じてナイト』のリメイク曲『感じてKnight』（アニメ『真マジンガー 衝撃! Z編』主題歌）をリリース。田中及び樋口の生前のライブ音源が素材として使用された。奥田・斎藤とのコラボのきっかけは前述の『さよなら！ABCホール〜LAZY一夜限りの復活祭〜』である。
2009年9月27日、井上が代表取締役社長を務めるランティスが設立10周年の記念で行ったライブ『10th Anniversary Live ランティス祭り』に出演。『Burn』『感じてKnight』をプレイ。2014年に開催された設立15周年記念ライブ『15th Anniversary Live ランティス祭り 2014』では7月26日の大阪公演に出演した。
2009年11月14日、樋口の一周忌イベント『樋口宗孝追悼ライブ2009 Eternal Gift of ROCK 2009 MUROCK presents Munetaka Higuchi Forever Our Hero 〜EVERLASTING MUNETAKA HIGUCHI〜』に参加。もともとはLOUDNESSのライブだが、影山と井上がゲスト出演しレイジーとして出演した。樋口宗孝追悼ライブは2011年を除く2013年まで開催され、レイジーは2010年、2012年にも出演している。
2011年、アニメーション映画『トワノクオン』の主題歌として『Reckless』を発売。レイジーとして歌われたシングルとしてはZone of the Enders以来実に10年ぶりのシングルである。
2012年12月1日、Zepp DiverCityで行われた『Act Against AIDS 2012「アニソンAAA Vol.1」 in Zepp DiverCity』に参加。アコースティックライブであったがレイジーのみアンプを持ち込みエレキギターで演奏された。
2013年7月7日、樋口が肝細胞癌で死去したことをきっかけに立ち上げられた、癌の疾患啓発や患者支援、治療研究の推進のための支援基金『樋口宗孝がん研究基金』が企画したチャリティーライブ「Rock Beats Cancer FES vol.2」に出演。このライブには高崎がLOUDNESS、影山がJAM Projectとしても出演しており、レイジーはアンコールで登場。2016年12月開催のvol.5、2018年12月開催のvol.6にも出演した。
2014年からは田中の命日である9月1日に追悼ライブとなる『hiroboh forever〜田中宏幸を偲んで〜』をレイジーが中心となり開催。2014年は大阪、2015年は東京で開催され、2015年には田中と井上がレイジー解散後に活動していたネバーランドのメンバーが1990年の解散以来初めて全員揃い25年ぶりのステージを披露した。ライブ中「今後もレイジーやネバーランドの同窓会的なイベントとして毎年開催したい」と影山がMCで語り、翌2016年は『LAZY-NEVERLAND”re-union”LIVE』を大阪で開催。ヘヴィー・メタル宣言後の楽曲の他、アイドル時代の楽曲「愛には愛を」「地獄の天使」もレイジーとして久しぶりに演奏された。
2017年12月、デビュー40周年記念シングル『Slow and Steady』を発売。ブックレットには田中、樋口が生前と変わらずメンバーとして記載された。同じく12月、40周年記念ライブ『LAZY 40th Anniversary Special Live Slow and Steady』を大阪、東京で開催。2008年の『LAZY一夜限りの復活祭』以来9年ぶりのレイジー単独によるフルライブとなった。サポートミュージシャンはベースを山本直哉、ドラムを村石雅行が担当。東京公演にはANTHEMの柴田直人がゲスト出演した。
2019年12月、1980年にリリースされたアルバム『宇宙船地球号』がリリース40周年を迎えることを記念したライブ『LAZY"宇宙船地球号"完全再現ライヴ!!』を東京で開催。宇宙船地球号の全9曲を収録順で演奏するというレイジーとして初めてとなる再現ライブとなった。サポートミュージシャンはベースを瀧田イサム、ドラムを青山英樹が担当。本来田中のボーカル曲である「美しい予感」は影山がボーカルを務めたが、「DREAMY EXPRESS TRIP」はアルバムと同じく高崎がボーカルを務めた。スペシャルゲストでGRANRODEOが出演した。
2020年は新型コロナウイルス拡大の影響もあり活動は行われなかったが、翌2021年のデビュー44周年記念日となる7月25日にバンド初の無観客配信ライブとなる『LAZY「宇宙船地球号」完全再現配信ライブ』が行われた。このライブは高崎が中心となり立ち上げた「7 SAMURAI PROJECT」の活動の一環として開催。19年末に行われた再現ライブ同様に宇宙船地球号全9曲のほか、「7 SAMURAI PROJECT」の為に書き下ろされた楽曲『All will be Fine with You』も初披露された。

### 逸話
景山の負傷
1979年5月22日、レイジーチーム対サーフライダースチームの野球の試合中に景山が右足首を複雑骨折、入院するというアクシデントが発生。それから景山が復帰するまでの約1ヶ月間、ライブは4人で行われた。田中がメインボーカルを務め、他のメンバーも自分の持ち歌を歌ったりしてサポートした。
再結成
1997年秋、再結成を決断した井上は各メンバーへ声をかけた際、最初に声をかけたのは高崎、そして次が樋口であった。当時高崎と樋口は第3期LOUDNESS時代に様々な理由から両名の関係が悪化し樋口がバンドを脱退、それ以降別々に活動していた。その二人の現状に疑問を持っていた井上は「二人の関係をどこかで復活させたい」という想いがあったと後年語っている。高崎は当初樋口が再結成を了承するとは思っておらず、井上の誘いに「ひぐっつあんがいいって言うなら、ええけどな」と慎重に回答。そして樋口は予想に反して「ええで～、やるで～」とあっさり快諾。その結果高崎も快諾し再結成が実現した。このレイジー再結成で両名の関係も修復し、2000年のLOUDNESSオリジナルメンバー復活にも繋がっている。なお井上が最初に高崎に直接会った際には、高崎と幼なじみでレイジーをアマチュア時代からよく知る山下昌良がたまたま同席しており、山下が「それ、やったほうがいいよ」と再結成を薦めてくれたとも、井上は明かしている。。
再結成の前年には、BURRN!に連載された喜国雅彦の漫画『ROCKOMANGA!』にLAZYがもしも再結成したら…？というネタが掲載されていた。
赤頭巾ちゃん御用心の封印
再結成の条件に「バンドの初ヒット曲である『赤頭巾ちゃん御用心』をライブで一切演奏しないこと」という項目がある。これは、高崎にとって一番嫌いな曲だそうで、ラウドネスが全米進出していた頃のギター雑誌でのインタビューでこの曲について触れた際に曲名を「赤ずきんちゃんクソッタレ」と冗談まじりに変えて話したことがある。またレイジー再結成当時の音楽雑誌のインタビューでも「あんな曲やるくらいなら再結成なんかせんわ!」と発言しているほどである。その一方、2017年のインタビューでは、高崎は「楽曲自体はいい曲だと思うが、揃いのジャンプスーツを着用し、振り付けをしながら演奏することに対する違和感があった」と、嫌いな理由は楽曲そのものではなく当時の演出に対するものであることを披露している。
ただし、レイジーとしてではなく影山のソロライブなどでは何度も歌われている。
1998年の赤坂BLITZでのライブでは、田中と井上が別の曲の間奏に「赤頭巾ちゃん」のイントロのフレーズを紛れ込ませ、影山が突っ込むという一幕があった。代わりに、『Happy Time』にて「黒頭巾」なるブラック・サバスを彷彿させるヘヴィな曲が収録された。
2016年の『LAZY-NEVERLAND"re-union"LIVE』ではアイドル時代の楽曲「愛には愛を」「地獄の天使」が久しぶりにレイジーとして演奏されたが、直後のMCで影山の「赤頭巾が近づいてきてる」という発言に高崎が「近づいてへんわ！」と突っ込みを入れる場面があった。
2017年、40周年記念で開催されたワンマンライブ「LAZY 40th Anniversary Special Live Slow and Steady」でのMCでは、「（アイドル時代の曲も多数プレイした）今回のセトリは丸くなったでしょ、赤頭巾はあと10年後かな」と解禁に前向きな発言も見られた。
ULTRA HIGHの作曲
1998年8月号のYOUNG GUITARの高崎晃のインタビューによれば、「ULTRA HIGH」は当時4歳だった息子と一緒に見ていた『電磁戦隊メガレンジャー』や『星獣戦隊ギンガマン』の主題歌に影響されて作曲したらしい。高崎曰く「息子と一緒に『メガレンジャー』や『ギンガマン』を見ていたから子供たちが喜ぶツボは抑えてるハズ（笑）」とのこと。「ULTRA HIGH」は高崎の息子を含む園児層のために捧げた曲、とのことである。
一夜限りの復活祭
2008年6月30日に行われた『さよなら！ABCホール〜LAZY一夜限りの復活祭〜』は朝日放送のラジオ番組にゲスト出演した斉藤和義のトークがきっかけで実現した。小学生の頃よりレイジーのファンだった斉藤が「旧ABCホールはレイジーのデビューのきっかけの場所だった」というエピソードを番組内で語り、このエピソードを聞いた朝日放送のプロデューサーが閉鎖が決定していた旧ABCホールの最終公演者としてレイジーに出演交渉しメンバーが了承。ライブの開催が決定し、ゲストで斉藤、また斉藤の誘いで奥田民生のゲスト出演も決定した。
ライブの開催発表前は樋口も出演する予定であったが、癌が発覚し出演を辞退。代役は「オレの代わりはshujiしかいない」という樋口自らの薦めで、Janne Da Arcのドラマーshujiが出演した。
ライブではレイジー、奥田、斉藤のセッションも披露され、アンコールでは2年前に亡くなった田中の歌声で「LONELY STAR」が演奏された。
「復活祭」の名の通りこのライブ以前の数年間はレイジーとしての活動は行われていなかったが、このライブ以降ライブイベントにてレイジーとして参加する事が偶に行われるようになった。
ランティス祭り
2009年9月27日、当時井上が社長を務め、所属レコード会社でもあるランティス（現：バンダイナムコミュージックライブ）の設立10周年ライブイベント「ランティス祭り」に出演。富士急ハイランド・コニファーフォレストで開催され、同レーベルに所属するほとんどのアーティストが出演するイベントであった。しかし出演者の大半がアニソンシンガーや声優のいわばアニメソングイベントであり、井上と影山は「高崎が出演をOKしてくれるのか」という不安が当初あったという。そして影山が高崎に電話をした際「ランティス祭りでぇへん？」と軽く誘った所、「ええで」の返事一つで出演が決定。しかし「たっかん（高崎）は絶対にアニメソングのライブである事を分かってなかった」と影山は語っている。イベント当日は1万人のアニソン・声優ファンが客席を占める中、デビューのきっかけの楽曲であるディープ・パープルの「BURN」を演奏。圧巻のステージを披露した。なお高崎は本番前ギリギリまですぐ近くの温泉に入り、周囲を心配させながらメイクもせずステージに上がっていたことが後日明かされている。ライブ後、高崎は自身のHPで「日本のアニソンパワーは強烈でっせ！」とランティス10周年を祝い、ランティス祭りのＴシャツを着用する高崎の写真もアップされた。
また、バックステージでは高崎に憧れた他の出演ミュージシャンたちによる挨拶とサインを求める列が出来ていたという。
同イベントには設立15周年の2014年（大阪公演）、20周年の2019年にも続けて出演している。

## ディスコグラフィ

### シングル
| #  | 発売日          | A/B面 | タイトル                               | 収録アルバム                      | レーベル   | 規格品番   | 作詞                | 作曲         | 編曲            |
| -- | --------------- | ----- | -------------------------------------- | --------------------------------- | ---------- | ---------- | ------------------- | ------------ | --------------- |
| 1  | 1977年 7月25日  | A面   | Hey! I Love You!                       | This is the LAZY                  | RCA/RVC    | RVS-1083   | 森雪之丞            | 馬飼野康二   | 馬飼野康二      |
| 1  | 1977年 7月25日  | B面   | OK!                                    | This is the LAZY                  | RCA/RVC    | RVS-1083   | 森雪之丞            | 森雪之丞     | 馬飼野康二      |
| 2  | 1977年 10月25日 | A面   | カムフラージュ                         | This is the LAZY                  | RCA/RVC    | RVS-1097   | 松任谷由実          | 都倉俊一     | 都倉俊一        |
| 2  | 1977年 10月25日 | B面   | クィーンにふさわしい                   | This is the LAZY                  | RCA/RVC    | RVS-1097   | 松任谷由実          | 都倉俊一     | 都倉俊一        |
| 3  | 1978年 2月5日   | A面   | 赤頭巾ちゃん御用心                     | This is the LAZY                  | RCA/RVC    | RVS-1112   | 杉山政美            | 都倉俊一     | 都倉俊一        |
| 3  | 1978年 2月5日   | B面   | 恋のピエロ                             | This is the LAZY                  | RCA/RVC    | RVS-1112   | 杉山政美            | 都倉俊一     | 都倉俊一        |
| 4  | 1978年 5月5日   | A面   | 燃えろロックン・ロール・ファイアー     | Dream a Dream（ボーナストラック） | RCA/RVC    | RVS-1130   | 杉山政美            | 都倉俊一     | 都倉俊一        |
| 4  | 1978年 5月5日   | B面   | 二人の宝島                             | Dream a Dream（ボーナストラック） | RCA/RVC    | RVS-1130   | 杉山政美            | 都倉俊一     | 都倉俊一        |
| 5  | 1978年 7月25日  | A面   | 地獄の天使                             | Dream a Dream（ボーナストラック） | RCA/RVC    | RVS-1141   | なかにし礼          | 都倉俊一     | 都倉俊一        |
| 5  | 1978年 7月25日  | B面   | レイジーのテーマ                       | This is the LAZY                  | RCA/RVC    | RVS-1141   | 都倉俊一            | 都倉俊一     | 井上鑑          |
| 6  | 1978年 10月25日 | A面   | ハローハローハロー                     | Dream a Dream（ボーナストラック） | RCA/RVC    | RVS-1153   | なかにし礼          | 都倉俊一     | 都倉俊一        |
| 6  | 1978年 10月25日 | B面   | 青春の1ページ                          | Dream a Dream                     | RCA/RVC    | RVS-1153   | なかにし礼          | 都倉俊一     | 都倉俊一        |
| 7  | 1979年 2月5日   | A面   | 愛には愛を                             | Rock Diamond（ボーナストラック）  | RCA/RVC    | RVS-1164   | 三浦徳子            | 馬飼野康二   | 馬飼野康二      |
| 7  | 1979年 2月5日   | B面   | 失われた伝説                           | Rock Diamond（ボーナストラック）  | RCA/RVC    | RVS-1164   | 森雪之丞            | 馬飼野康二   | 馬飼野康二      |
| 8  | 1979年 6月5日   | A面   | ベイビー・アイ・メイク・ア・モーション | LAZY V                            | RCA/RVC    | RVS-1181   | 岩沢律              | 加瀬邦彦     | 渡辺茂樹        |
| 8  | 1979年 6月5日   | B面   | 好きさ、好きさ、好きさ                 | Rock Diamond                      | RCA/RVC    | RVS-1181   | 小林和子            | 浜田金吾     | 井上鑑          |
| 9  | 1980年 1月5日   | A面   | Midnight Boxer                         | LAZY V                            | RCA/RVC    | RVS-1198   | 小林和子            | 浜田金吾     | 馬飼野康二      |
| 9  | 1980年 1月5日   | B面   | Bye Bye Baby                           | LAZY V                            | RCA/RVC    | RVS-1198   | 小林和子            | 浜田金吾     | 井上鑑          |
| 10 | 1980年 5月21日  | A面   | 悲しみをぶっとばせ                     | LAZY V（ボーナストラック）        | RCA/RVC    | RVS-1210   | 森雪之丞            | 浜田金吾     | 佐藤準          |
| 10 | 1980年 5月21日  | B面   | ゴールデン・ゲート                     | LAZY V（ボーナストラック）        | RCA/RVC    | RVS-1210   | 小林和子            | 浜田金吾     | 井上鑑          |
| 11 | 1980年 8月21日  | A面   | 感じてナイト                           | 宇宙船地球号（ボーナストラック）  | RCA/RVC    | RHS-2      | 伊達歩              | 水谷公生     | 水谷公生        |
| 11 | 1980年 8月21日  | B面   | ドリーミー エクスプレス トリップ       | 宇宙船地球号                      | RCA/RVC    | RHS-2      | 伊達歩              | 水谷公生     | 水谷公生 高崎晃 |
| 12 | 1981年 4月5日   | A面   | 星のハーティー・ロード                 | 宇宙船地球号（ボーナストラック）  | RCA/RVC    | RHS-28     | 伊達歩              | 水谷公生     | 水谷公生        |
| 12 | 1981年 4月5日   | B面   | ガラスのハート                         | 宇宙船地球号（ボーナストラック）  | RCA/RVC    | RHS-28     | 伊達歩              | 水谷公生     | 水谷公生        |
| 13 | 1998年 3月21日  | 01    | ULTRA HIGH                             | Happy Time                        | エアーズ   | AYDM-146   | LAZY                | LAZY         | LAZY            |
| 13 | 1998年 3月21日  | 02    | Everybody Wants Love                   | アルバム未収録                    | エアーズ   | AYDM-146   | LAZY                | LAZY         | LAZY            |
| 14 | 1998年 12月26日 | 01    | Pray                                   | Happy Time                        | エアーズ   | AYDM-160   | 牧穂エミ            | LAZY         | LAZY            |
| 14 | 1998年 12月26日 | 02    | My Rest Pose                           | Happy Time                        | エアーズ   | AYDM-160   | 牧穂エミ            | LAZY         | LAZY            |
| 15 | 2001年 1月24日  | 01    | Angelique〜永遠の約束〜                | アルバム未収録                    | ランティス | LACM-4003  | LAZY                | LAZY         | LAZY            |
| 15 | 2001年 1月24日  | 02    | LEGEND OF THE LIGHT                    | 宇宙船地球号II                    | ランティス | LACM-4003  | LAZY                | LAZY         | LAZY            |
| 16 | 2001年 5月23日  | 01    | Zone of the Enders                     | 宇宙船地球号II                    | ランティス | LACM-4015  | LAZY                | LAZY         | LAZY            |
| 16 | 2001年 5月23日  | 02    | Shadows of War!                        | アルバム未収録                    | ランティス | LACM-4015  | LAZY                | LAZY         | LAZY            |
| 17 | 2009年 4月22日  | 01    | 感じてKnight                           | アルバム未収録                    | ランティス | LACM-4601  | 伊達歩 影山ヒロノブ | 水谷公生     | LAZY            |
| 17 | 2009年 4月22日  | 02    | Unforgettable days                     | アルバム未収録                    | ランティス | LACM-4601  | 影山ヒロノブ        | 影山ヒロノブ | LAZY            |
| 18 | 2011年 7月13日  | 01    | Reckless                               | アルバム未収録                    | ランティス | LACM-4825  | 影山ヒロノブ        | 影山ヒロノブ | LAZY            |
| 18 | 2011年 7月13日  | 02    | Blind man                              | アルバム未収録                    | ランティス | LACM-4825  | 影山ヒロノブ        | 影山ヒロノブ | LAZY            |
| 19 | 2017年 12月6日  | 01    | Wandering Soul                         | アルバム未収録                    | ランティス | LACM-14700 | 森雪之丞            | 井上俊次     | LAZY            |
| 19 | 2017年 12月6日  | 02    | 1977                                   | アルバム未収録                    | ランティス | LACM-14700 | 森雪之丞            | 高崎晃       | LAZY            |
| 19 | 2017年 12月6日  | 03    | Happiness〜二人で過ごすX'mas〜         | アルバム未収録                    | ランティス | LACM-14700 | 影山ヒロノブ        | 影山ヒロノブ | LAZY            |

### アルバム

#### スタジオアルバム
- This is the LAZY（1978年3月5日発売、RCA/RVC）
- Dream a Dream（1978年12月5日発売、RCA/RVC）
- Rock Diamond（1979年9月5日発売、RCA/RVC）
- LAZY V（1980年4月5日発売、RCA/RVC）
- 宇宙船地球号（1980年12月16日発売、RCA/RVC）
- Happy Time（1998年7月21日発売、エアーズ）
- 宇宙船地球号II（2002年11月6日発売、Lantis）

#### ライブアルバム
- レイジーを追いかけろ（1978年6月5日発売、RCA/RVC）
- 燃えつきた青春（1981年4月5日発売、RCA/RVC）
- HAPPY TIME TOUR '98〜黒頭巾のなすがまま〜（1998年10月21日発売、エアーズ）

#### ベスト・アルバム
すべてRCA在籍時の音源のみを収録
- Collection〜情熱の青春（1979年3月21日発売、RCA/RVC）
- ベスト・ヒット・レイジー（1980年12月1日発売、RCA/RVC）
- ベスト（1981年発売、RCA/RVC）
- ベストコレクション 1977-1981（1999年2月21日発売、エアーズ）
- ヒット・コレクション（1999年11月20日発売、BMGファンハウス）
- GOLDEN☆BEST（2004年12月22日発売、BMGファンハウス）

#### コンピレーションアルバム
- 魔装機神サイバスター Vocal Edition「EARTH ARK」（1999年発売、エアーズ）

テレビアニメ『魔装機神サイバスター』のソングアルバム。複数のアーティストが、アニメのテーマである地球環境保護をコンセプトに楽曲を提供した。
レイジーは、オリジナルアルバム『宇宙船地球号』収録曲から「遥かなるマザーランド」「僕らの国でも」の2曲をリメイクして提供。リメイク版はレイジーのCDには未収録。

### VHS、DVD
- HAPPY TIME TOUR '98〜黒頭巾のなすがまま〜（VHS、1998年10月21日発売、エアーズ）
  1. HAPPY TIME
  2. 感じてナイト
  3. Pray
  4. 黒頭巾
  5. DREAMER
  6. Hey! I Love You!
  7. Good-by My Baby
  8. Baby I make a motion
  9. LONELY STAR
  10. Ultra High
  11. EARTH ARK
  12. 今夜、LOVERS LANEで…
- LAZY LIVE 2002 宇宙船地球号II〜regenerate of a lasting worth〜（DVD、2003年6月4日発売、Lantis）
  1. Overture
  2. Earth Ark（宇宙船地球号）
  3. Rock on Me
  4. Respect
  5. Why
  6. PRAY
  7. Make me Wonder
  8. Angelique〜永遠の約束〜
  9. Midnight Crusing
  10. 今夜LOVERS LANEで…
  11. LONELY STAR
    - 原曲と異なり、田中がリードボーカル。

  12. 感じてナイト
  13. EVERYBODY WANTS LOVE
  14. Driving High
  15. Young & Innocent
  16. DREAMER
  17. ULTRA HIGH
  18. Ending〜遥かなるマザーランド

  - （映像特典）「Legend of LAZY」（ナレーション：速水奨、特別ゲスト：かまやつひろし）／「LAZY 1998-2002」（ミュージッククリップ）

- LAZY 40th Anniversary Special Live Slow and Steady（DVD、2018年12月29日発売、ハイウェイスター）
  1. Hey! I Love You!
  2. フルカウント
  3. 愛には愛を
  4. Midnight Boxer
  5. 地獄の天使
  6. ベイビー・アイ・メイク・ア・モーション
  7. 僕らの国でも
  8. EARTH ARK
  9. DREAMER
  10. 遥かなるマザーランド
  11. LONELY STAR
  12. ULTRA HIGH
  13. My Rest Pose
  14. Make Me Wonder
  15. Young & Innocent
  16. 1977
  17. Wandering Soul
  18. Happiness〜二人で過ごすX'mas 〜
  19. BURN
  20. 感じてナイト

  - （映像特典）Wandering Soul Music Video

### 未商品化オリジナル曲
- 天国の悪魔（1999年の渋谷公会堂ライブで初披露）
- All will be Fine with You（2021年7月1日の配信ライブ「7 SAMURAI PROJECT LAZY「宇宙船地球号」完全再現配信ライブ」にて初披露。レコーディングはLOUDNESSが先に行っていたが、LAZYバージョンが先に披露された）

### イベントライブ
- HAPPY TIME TOUR '98〜黒頭巾のなすがまま〜
  - 1998年8月21日、福岡ドラムロゴス
  - 1998年8月23日、大阪HEART BEAT
  - 1998年8月27日、札幌ZEEP札幌
  - 1998年8月30日、赤坂BLITZ
- 「LAZY LIVE DUAL」〜Are You Happy？〜
  - 1999年1月24日、大阪HEART BEAT
  - 1999年1月25日、名古屋ダイアモンドホール
  - 1999年1月28日、赤坂BLITZ
- LAZY ROCK COMMUNICATION SHIBUYA. 〜キタ奴の勝ち〜（1999年11月28日、渋谷公会堂）
- NEST 4th Anniversary（2000年3月5日、渋谷NEST）
- LAZY ROCK COMMUNICATION（2000年6月4日、日比谷野外音楽堂）
- ROCK SUMMIT 2000（2000年9月16日、日比谷野外音楽堂）
- LAZY LIVE 2001 〜Niku-Atsu-Jigoku〜
  - 2001年5月23日、渋谷AX
  - 2001年5月26日、大阪 BIG CAT
  - 2001年6月7日、表参道 FAB
- LAZY LIVE 2002 "宇宙船地球号II 〜regenerate of lasting worth〜
  - 2002年11月23日、なんばHATCH
  - 2002年11月29日、日本青年館
- さよなら！ABCホール〜LAZY一夜限りの復活祭〜（2008年6月30日、ABCホール）
- 10th Anniversary Live ランティス祭り（2009年9月27日、富士急ハイランド・コニファーフォレスト）
- 樋口宗孝追悼ライブ2009 Eternal Gift of ROCK 2009 MUROCK presents Munetaka Higuchi Forever Our Hero 〜EVERLASTING MUNETAKA HIGUCHI〜（2009年11月14日、中野サンプラザ）
- EVERLASTING MUNETAKA HIGUCHI 2010 樋口宗孝追悼ライブ vol.2（2010年11月14日、渋谷C.C.Lemonホール）
- Act Against AIDS 2012「アニソンAAA Vol.1」 in Zepp DiverCity（2012年12月1日、Zepp DiverCity）
- 樋口宗孝追悼ライブ vol.4 EVERLASTING MUNETAKA HIGUCHI 2012 5th Memorial（2012年12月2日、Zepp Tokyo）
- Rock Beats Cancer FES Vol.2（2013年7月7日、日比谷野外音楽堂）
- 15th Anniversary Live 2014 ランティス祭り つなぐぜ！アニソンの"わ"大阪公演1日目（2014年7月26日、万博記念公園もみじ川芝生広場）
- hiroboh forever2014〜田中宏幸を偲んで〜（2014年9月1日、阿倍野ROCKTOWN）
- hiroboh forever2015〜田中宏幸を偲んで〜（2015年9月1日、TSUTAYA O-EAST）
- LAZY-NEVERLAND”re-union”LIVE（2016年9月1日、大阪　BIG CAT）
- Rock Beats Cancer FES Vol.5（2016年12月29日、EX THEATER ROPPONGI）
- LAZY 40th Anniversary Special Live Slow and Steady
  - 2017年12月17日、なんばHATCH
  - 2017年12月27日、EX THEATER ROPPONGI
- METAL WEEKEND 第4弾 LOUDNESS & FRIENDS AMPAN RETURNS（2018年9月24日、Zepp DiverCity Tokyo）
- Rock Beats Cancer FES Vol.6（2018年12月29日、EX THEATER ROPPONGI）
- 20th Anniversary ランティス祭り2019 A・R・I・G・A・T・O ANISONG DAY3（2019年6月23日、幕張メッセ）
- LAZY"宇宙船地球号"完全再現ライヴ!!（2019年12月27日、EX THEATER ROPPONGI）
- 7 SAMURAI PROJECT LAZY「宇宙船地球号」完全再現配信ライブ（2021年7月25日、販売プラットフォーム「uP!!!」「PIA LIVE STREAM」「U-NEXT」ほか）
- LOUDNESS 40th Anniversary Japan Circuit 2022 SUNBURST～我武者羅 CHAPTER 3（2022年12月28日、EX THEATER ROPPONGI）
- ROCK BEATS CANCER presents CLASSIC ROCK JAM Tribute to Munetaka Higuchi（2023年12月28日、EX THEATER ROPPONGI）

### タイアップ曲
| 年     | 楽曲                    | タイアップ                                                 |
| ------ | ----------------------- | ---------------------------------------------------------- |
| 1998年 | ULTRA HIGH              | TBS系特撮テレビドラマ「ウルトラマンダイナ」EDテーマ        |
| 1998年 | Pray                    | OVA「新世紀GPXサイバーフォーミュラSIN」OPテーマ            |
| 1998年 | My Rest Pose            | OVA「新世紀GPXサイバーフォーミュラSIN」挿入歌              |
| 2001年 | Angelique〜永遠の約束〜 | OVA「アンジェリーク〜聖地より愛をこめて〜」OPテーマ        |
| 2001年 | LEGEND OF THE LIGHT     | OVA「アンジェリーク〜聖地より愛をこめて〜」EDテーマ        |
| 2001年 | Zone of the Enders      | テレビ東京系テレビアニメ「Z.O.E Dolores, i」OPテーマ       |
| 2009年 | 感じてKnight            | テレビ東京系テレビアニメ「真マジンガー 衝撃! Z編」OPテーマ |
| 2011年 | Reckless                | アニメ映画「トワノクオン」主題歌                           |

## サポートメンバー
田中・樋口の没後、ライブやレコーディングに参加したサポートメンバー。
- 日野賢二、shuji（ライブ「LAZY一夜限りの復活祭」、「樋口宗孝追悼ライブ2009」、「樋口宗孝追悼ライブ vol.2」）
- 三宅博文、青山英樹（ライブ「ランティス祭り2009」）
- syo-go、山内康雄（ライブ「樋口宗孝追悼ライブ vol.4」）
- 山下昌良、鈴木政行（ライブ「Rock Beats Cancer FES Vol.2」、ライブ「LOUDNESS 40th Anniversary Japan Circuit 2022 SUNBURST～我武者羅 CHAPTER 3」）
- 村上聖、岩田ガンタ康彦（ライブ「ランティス祭り2014」）
- 三宅博文、和田眞人（ライブ「hiroboh forever2014〜田中宏幸を偲んで〜」）
- 山本直哉、岩田ガンタ康彦、和田眞人（ライブ「hiroboh forever2015〜田中宏幸を偲んで〜」、「LAZY-NEVERLAND”re-union”LIVE」）
- 山本直哉、岩田ガンタ康彦（ライブ「Rock Beats Cancer FES Vol.5」）
- 山本直哉、村石雅行（シングル「Reckless」、「Slow and Steady」・ライブ「LAZY 40th Anniversary Special Live Slow and Steady」、「Rock Beats Cancer FES Vol.6」）
- 山下昌良、西田竜一（ライブ「METAL WEEKEND 第4弾」）
- 山本直哉、青山英樹（ライブ「ランティス祭り2019」）
- 瀧田イサム、青山英樹（ライブ「LAZY"宇宙船地球号"完全再現ライヴ!!」）
- 山本直哉、加藤剛志（配信ライブ「LAZY「宇宙船地球号」完全再現配信ライブ」）
- 柴田直人、青山英樹（ライブ「ROCK BEATS CANCER presents CLASSIC ROCK JAM Tribute to Munetaka Higuchi」）

## 権利の移動
エアーズが解散した後、『Happy Time』はトライエムから再発売された。しかし2004年以降に発売されたCDでは、「ULTRA HIGH」の権利をプリズム（日本コロムビア系列の会社）が所有していることになっている。一つの楽曲の権利を二つの会社が共有することは少なく（全くないわけではない）、トライエムからプリズムへの権利の譲渡が行われたと考えるべきであろうが、円谷ミュージックもこの楽曲の権利に関わっているため原盤権の所在は不明確である。